# Ghost Rider 2099
Ghost Rider 2099 es una colección de cómics publicados por la editorial estadounidense Marvel, bajo su sello Marvel 2099, en la década de 1990. En estos cómics se narran las aventuras de Zero Cochrane (a veces traducido al español como Cero Cochrane), un joven pirata informático del año 2099 que al morir hace un pacto con una inteligencia artificial oculta en el ciberespacio para que su consciencia sea transferida  al cuerpo de un cyborg con el rostro de una calavera llameante, que monta una motocicleta voladora. De esta manera, Zero adopta el papel del Motorista Fantasma (Ghost Rider, en inglés) y persigue a los responsables de su muerte y de la corrupción que impera en la sociedad.

## Publicación
El primer número tenía fecha de portada de mayo de 1994 y su publicación, en cómics mensuales de 24 páginas, se prolongó hasta mayo de 1996, contando con un total de 25 números.

### España
La editorial Planeta DeAgostini con su filial Cómics Fórum, publicó desde febrero de 1995, con el mismo título, los doce primeros números de la colección original en una serie limitada de doce números, a razón de uno por mes, viendo la luz el último en enero de 1996. El resto de la colección permanece inédito en el país.

## Características de la serie
Fue uno de los últimos títulos que se lanzaron dentro del sello editorial Marvel 2099, en el que a través de ésta y otras series se narraba el futuro oficial del Universo Marvel. Se presentaba el futuro como una distopía con toques del subgénero de ciencia ficción cyberpunk, donde todos los superhéroes y supervillanos han desaparecido tras unos misteriosos acontecimientos denominados "la Gran Purga".

### Metaficción
El guionista Len Kaminski se sirvió de la metaficción para ambientar la historia. De esta manera, algunos episodios comienzan con extractos de ficticias publicaciones de las últimas décadas del siglo XXI, tales como: Las Islas de Asfalto: Guía de Supervivencia para el Viajero de Superficie en Norteamérica; el Informe Zagat; Chicago-a-Go-Go y From Continuous Entertainment: Transverse City After Dark; todas ellas de la corporación Main Line Media. Con ello, el guionista ubica los escenarios e introduce al lector en la historia. Así por ejemplo, Transverse City, donde se desarrolla la mayor parte de la acción, se describe como una ciudad que: 

Se extiende entre lo que era Detroit y lo que llegó a ser Chicago. Diez pisos, veinte carriles, más de 80.000 km. de mala carretera. Nació en el 34, como el comienzo de una megautopista transcontinental y terminó siendo una pesadilla de ecología social darwiniana.

.

### Diálogos
Además, los diálogos están salpicados de locuciones que pretenden dar un marcado tono futurista a la historia. Por ejemplo: el protagonista, al reencontrarse con un amigo, en lugar de "a hablar", es invitado a "intercambiar archivos" y le reconoce que la semana que está intentando recordar "es una pista defectuosa".

## La trama de la serie

### Origen
Zero Cochrane apenas acababa de guardar en un chip implantado en su cerebro unos datos robados del ciberespacio a la corporación D/Monix cuando él y toda su banda, Los Mártires Informáticos, fueron emboscados por Los Artificiales, un grupo de asesinos adictos a los implantes cibernéticos. Malherido, y acorralado por Jeter, el líder de sus perseguidores, Zero llama a su novia para que salve la llamada y guarde los datos de la corporación y decide suicidarse transfiriendo toda su conciencia en la red.
En el ciberespacio, encuentra un región llamada Tierra de Fantasmas (Ghost Works, en el original) donde una inteligencia artificial le propone volver a la vida a cambio de convertirse en su avatar y en su agente antivirus y acabar con la maldad y corrupción imperantes en la sociedad. Zero acepta, sabiendo que es la oportunidad de cobrar su venganza, y su mente es implantada en un robot dotado de una tecnología muy por encima de la diseñada hasta ese momento por los humanos. Entre sus habilidades, fuerza, agilidad y resistencia, se encuentra la posibilidad de ser invisible e incluso adoptar formas humanas archivadas en su memoria. Además se le otorga  una moto, similar a la que pilotaba en vida, que comparte sus capacidad de invisibilidad.
Tras acabar con Jeter, se reencuentra con Lobo, uno de Los Mártires Informáticos, al que creía muerto. Pensando que puede confiar en él, Zero le confiesa que se ha convertido en el Motorista Fantasma. Ante esta revelación, Lobo se transforma en un ciborg asesino que le obliga a entrar en combate. Zero se ve obligado a matarle, y antes de morir, Lobo logra decirle que fue la corporación D/Monix la responsable de su estado.

## El Personaje Ghost Rider 2099

### Descripción
Como Ghost Rider, Zero tiene un aspecto antropomórfico aunque con sus extremidades superiores más grandes y desproporcionadas. Su cuerpo es en general cromado, poblado por componentes cibernéticos y cables. Su cabeza es una calavera envuelta en algo parecido a llamas. De su puño derecho ocasionalmente surge una motosierra y los dedos de su mano izquierda se pueden prolongar formando unas cuchillas. Lleva ropas que recuerdan a las de su encarnación humana como miembro de Los Mártires Informáticos: Una chaqueta con el dibujo a la espalda de una calavera rodeada por llamas  y pantalones y botas negras.

### Habilidades
- Conserva los conocimientos y habilidades informáticas que ya poseía en vida.
- Gran fuerza, agilidad y resistencia.
- Motosierra que surge de su puño derecho.
- Los dedos de la mano izquierda se pueden alargar convirtiéndose en una garra.
- Lanza descargas de energía por los ojos.
- Posibilidad de camuflarse, mimetizándose con el entorno, y adoptar formas humanas que recuerde.
- Conduce una motocicleta (identificada en la serie como una Ford Velociraptor 900-XL con propulsión Agrav, turbolanzadores y tapicería de pseudocuero) que comparte alguna de sus habilidades de camuflaje y es capaz de alcanzar velocidades superiores a las de un vehículo ordinario de su época.

### Debilidades
- Su cuerpo necesita de grandes dosis de energía tras un uso prolongado de sus habilidades, especialmente la de camuflaje.
- La inteligencia artificial que le proporcionó su cuerpo, controla su programación y le impide, entre otras cosas, hablar de La Tierra de Fantasmas.[4]